# Thomas Thorstensen
Thomas Thorstensen (født 18. maj 1884 i Stavanger, død 18. juni 1953) var en norsk gymnast, som deltog i to olympiske lege i begyndelsen af 1900-tallet.
Thorstensen var ved OL 1908 i London med på det norske hold, som vandt sølv i holdkonkurrencen i gymnastik efter svensk system. Svenskerne vandt guld 438 point, mens nordmændene fik 425 point og Finland på tredjepladsen 405. Der var otte hold med i konkurrencen.
Ved OL 1912 i Stockholm var han igen på det norske hold i gymnastik efter svensk system. Igen vandt svenskerne guld efter at have opnået 937,46 point, mens Danmark blev toer med 898,84 point, og nordmændene vandt bronze med 857,21 point. Kun disse tre hold deltog i konkurrencen. Hans bror, Gabriel Thorstensen, var også med på guldholdet fra 1912.